# Denis Chodykin
Denis Sergeevič Chodykin (in russo Денис Сергеевич Ходыкин?; Mosca, 6 luglio 1999) è un pattinatore artistico su ghiaccio russo che gareggia in coppia con Dar'ja Pavljučenko, con cui ha vinto la medaglia di bronzo agli Europei di Graz 2020, l'oro ai Mondiali juniores del 2018, e un bronzo nella finale del Grand Prix juniores 2017-18.

## Biografia
Chodykin inizia a pattinare nel 2004, dedicandosi al pattinaggio singolo. Nel 2015 passa al pattinaggio a coppie unendosi a Maria Bogoslavskaia, e a partire dalla stagione 2016-17 forma una nuova coppia con Dar'ja Pavljučenko, insieme alla quale ottiene il quinto posto ai campionati nazionali russi juniores nel febbraio 2017.
Chodykin e Pavljučenko debuttano a livello internazionale nel settembre 2017 partecipando all'evento Junior Grand Prix di Minsk, in Bielorussia, dove vincono la medaglia d'oro. Nella tappa successiva di Danzica, in Polonia, ottengono la medaglia d'argento qualificandosi alla finale del Grand Prix juniores 2017-18 dove concludono al terzo posto, aggiudicandosi la medaglia di bronzo.
Ai loro primi campionati nazionali russi senior del 2018 Chodykin e Pavljučenko si classificano sesti, mentre il mese seguente si impongono nettamente ai campionati juniores vincendo il titolo di categoria. Vincono la medaglia d'oro ai Mondiali juniores di Sofia, terminando al primo posto sia nel programma corto sia in quello libero.
A partire dalla stagione 2018-19 iniziano a competere a livello senior, ottenendo la qualificazione alla finale del Grand Prix dove si piazzano al sesto posto. Terminano al quarto posto ai campionati nazionali russi e vengono poi chiamati a rimpiazzare Natal'ja Zabijako e Aleksandr Ėnbert agli Europei di Minsk 2019, concludendo la gara in quinta posizione. La stagione successiva guadagnano la loro prima medaglia ai campionati nazionali russi, un bronzo dietro le coppie Bojkova / Kozlovskij e Tarasova / Morozov, e vincono pure una medaglia di bronzo agli Europei di Graz 2020 replicando lo stesso podio dei campionati russi. 

## Programmi
(con Pavljučenko)
| Stagione  | Programma corto                                           | Programma libero                    |
| --------- | --------------------------------------------------------- | ----------------------------------- |
| 2019-2020 | - The Storm di Balázs Havasi                              | - Tron: Legacy di Daft Punk         |
| 2018-2019 | - When Winter Comes eseguito da André Rieu                | - Il grande Gatsby (colonna sonora) |
| 2017-2018 | - Cloud Atlas di Tom Tykwer, Johnny Klimek, Reinhold Heil | - Chicago                           |

## Palmarès

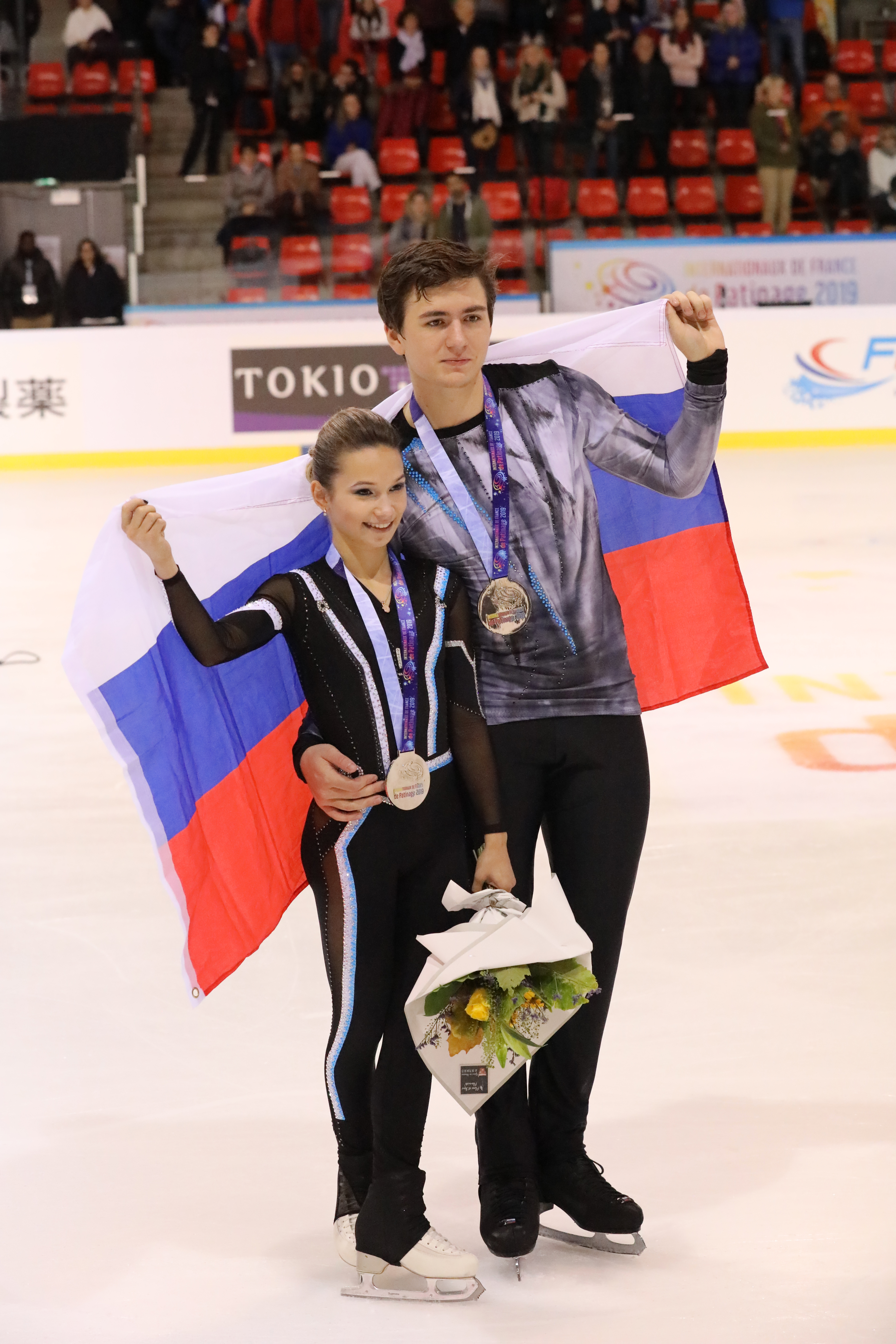
Denis Chodykin con Dar'ja Pavljučenko agli Internazionali di Francia del 2019

(con Pavljučenko)
| Campionati mondiali                                                                                   |    |    |    | C  |    |    |
| Campionati europei                                                                                    |    |    | 5º | 3º |    |    |
| GP Finale                                                                                             |    |    | 6º | 6º |    | C  |
| GP della Finlandia                                                                                    |    |    | 3º |    |    |    |
| GP Francia                                                                                            |    |    |    | 2º |    |    |
| GP Rostelecom Cup                                                                                     |    |    | 3º |    | R  | 2º |
| GP Skate America                                                                                      |    |    |    | 2º |    |    |
| GP Skate Canada                                                                                       |    |    |    |    |    | 2º |
| CS Finlandia Trophy                                                                                   |    |    | 5º |    |    |    |
| Ice star                                                                                              |    |    | 3º |    |    |    |
| Internazionali: categoria Junior                                                                      |    |    |    |    |    |    |
| Campionati mondiali                                                                                   |    | 1º |    |    |    |    |
| JGP Finale                                                                                            |    | 3º |    |    |    |    |
| JGP Bielorussia                                                                                       |    | 1º |    |    |    |    |
| JGP Polonia                                                                                           |    | 2º |    |    |    |    |
| Nazionali                                                                                             |    |    |    |    |    |    |
| Campionati russi                                                                                      |    | 6º | 4º | 3º | 3º | 4° |
| Campionati russi juniores                                                                             | 5º | 1º |    |    |    |    |
| CS = Challenger Series; GP = Grand Prix; JGP = Junior Grand Prix; R = Ritirato; C = Evento cancellato |    |    |    |    |    |    |